# Turun NMKY
Il Turun NMKY è una società cestistica avente sede a Turku, in Finlandia. Fondata nel 1920, gioca nel campionato finlandese.

## Palmarès
- Campionato finlandese: 4

1972-73, 1974-75, 1976-77, 1981-82
- Coppa di Finlandia: 4

1972, 1976, 1982, 1999